# Regne de Kong
El regne de Kong o de Uattara fou un estat malinke organitzat pels diules (mercaders) de Mali que van conquerir els territoris dels senufos i altres pobles, establint la capital a Kong.
Al final del segle xvii un cap malinké, Sekou Outtara, la família del qual estava aliada als habitants de Boron, una població a la riba del Bandama, va reunir famílies malinkes vingudes del nord i venint de Macina, va passar per Dé (prop de Banagara), Téwelé (prop de Bobo Dioulasso) i Teninguera (prop de Kong) on va expulsar a un cap de cabells ros panotxa, Lassire Gombelé (segurament un mande que dirigia als Fala Fala i als Paralha o Koulango), i es va instal·lar al seu lloc introduint l'islam.
A partir de Kong l'aristocràcia dioula es va expandir degut a la superioritat que li donava la cavalleria. Van fundar llavors a la vora del Bani, el poble de Sofara (Cavalls complets). Els dotze fills de Sekou Outtara van rebre terres i quan el maghan (príncep) Famarha, germà d'Outtara, va reclamar drets després d'una campanya al nord, els fills el van poder expulsar cap a Bobo Dioulasso, de la que es va apoderar (i de bona part del modern estat de Burkina Faso), obrint una llarga sèrie de disputes entre aquesta ciutat i Kong. Bobo Dilouasso va esdevenir capital de la regió de Gwiriko que va esdevenir el seu propi regne.
Cada fill d'Outtara va tenir el seu feu; el sisè fill Sambakari, va intentar conquerir el Lobi, i va fer la guerra durant anys als léa, teguessié i dian. No obstant sembla que mai es va aconseguir una conquesta efectiva del país Lobi. Una campanya exterior el 1725 fou rebutjada pels tondion de Biton Kouloubali. Un atac aixanti, que dominaven a l'est i que havien dirigit el seu exèrcit cap a Kong, fou rebutjat i el seu cap mort (en un lloc que encara s'exhibeix als afores de la població). Entre els reis aliats hi havia el rei Abo (1720-1746) sobirà dels abrons de Gyaaman, que rebia subvencions de Kong, comerciants, consellers i endevins; els comerciants de Kong a canvi podien comerciar sense pagar taxes. Kong va donar tropes a Gyaaman per apartar als aixantis; però Abo fou derrotat i perseguit pel rei aixanti Opokou Ouaré, es va refugiar a Kong; finalment la reina mare el va entregar al rei aixanti que el va fer matar.
Vers 1730-1740 era l'estat africà més gran. Com que Kong controlava la ruta de l'or i de la cola, va esdevenir més i més important. El sobirà dominava del Camoé al Matahoné i fins al Djimini al sud. La ciutat de Kong tenia llavors 5 mesquites sent la principal la del divendres, avui restaurada. Mort Outtara (Wattara) vers 1745, fou succeir per fames (reis) capacitats, el primer Koumbi Wattara sota el qual Kong va restar un centre comercial i d'estudis islàmics. Després va seguir Mori Maghari que també va governar encertadament.
A la mort de Maghari el 1762 els següents reis van haver de combatre contra la resistència dels grups ètnics i religiosos. La prosperitat aviat va allunyar de l'ofici militar als més dotats (que eren generalment pagans). Quan es van revoltar els pallaka pagans i van tallar les rutes de les caravanes, les expedicions que van sortir de Kong no van poder fer res. El francès Binger hi va arribar el 20 de febrer de 1888 i hi va restar fins a l'11 de març. El desembre de 1888 Treich-Laplène va fer signar al rei del moment, Karamoko Oule Wattara, un tractat que establia el protectorat francès. El tractat fou signant formalment el 10 de gener de 1899 en presència de Binger, que havia tornat a Kong i hi va tornar altre cop el 1892. El 1893 Samori va exigir la submissió de Kong. El 1894 hi va estar el capità Marchand que es va assabentar de les amenaces de Samori. Llavors va cridar al tinent coronel Monteil i es va concentrar a Grand Bassam, l'agost de 1894; la columna va progressar i va trobar a Samori el 1895 al que va lliurar combat el març, sent rebutjats. El 15 de maig de 1897 Samori va destruir Kong fins als fonaments i va massacrar als habitants, respectant només les cases de Fala Fala. El 1898 el regne va quedar sota domini francès després de la derrota de Samori, i el seu territori formà part de les colònies de Costa d'Ivori i de l'Alt Volta. El rei tradicional fou abolit per França el 1913.

## Llista de reis (títol fama)
- 1690 - 1750 Sekou Ouatara
- 1750 (4 mesos) Samandougou Ouatara
- 1750 - 1756 Kombi Ouatara
- 1756 - 1762 Mori Ouatara
- 1762 - 1768 Souma Finng
- 1768 - 1774 Anzoumana Finnba
- 1774 - 17.. Asourouba
- 17.. - 17.. Ba Daba
- 17.. - vers 1790 Sori Farama
- vers 1790 - 1793 Bagui (o Gouroungo-Dougoutougui)
- vers 1793 - 1813 Bakari Sotigui
- vers 1813 - 1821 Mori Sire
- vers 1821 - 1825 Lena
- vers 1825 - 1833 Kese Fima
- vers 1833 - 1837 Daba
- vers 1837 - 1844 Ba Dougoutigui
- vers 1844 - 1846 Sanisieba
- vers 1846 Ousse
- 184. -1847 Soukoulou Mori
- 1847 - 1891 Karamokho Oule
- 1891 - 1895 Kombi Ouatara
- 1895 - 1913 Pinntie Ba